# Монастырь Махера
Монасты́рь Махера́ (греч. Ιερά Μονή Μαχαιρά) — ставропигиальный мужской монастырь Кипрской православной церкви. Он посвящён Богородице и расположен в 40 км от столицы Республики Кипр Никосии на высоте около 900 м над уровнем моря. Монастырь был основан в XII веке вблизи ныне существующей деревни Лазанья.

## История
Согласно легенде, один отшельник контрабандой вывез икону, приписываемую руке апостола Луки, из Малой Азии. Эта икона Богородицы хранилась в тайном месте в пещере, пока её не обнаружили два других отшельника, святые Неофит и Игнатий, прибывшие сюда из Палестины в 1145 году. Чтобы добраться до неё им пришлось использовать длинный нож для расчистки пути от зарослей, по этой причине икона получила название Махаиротисса, образованное от греческого слова μαχαίρι (нож) (махайра). От названия иконы получил своё имя и монастырь, основанный на этом месте.
После смерти Неофита Игнатий вместе с другим отшельником Прокопием отправились в Константинополь в 1172 году, где они добились финансовой помощи монастырю от византийского императора Мануила I Комнина. Кроме того монастырь получил в свою собственность всю гору, на которой он ныне расположен, а также статус ставропигиального (независимого от местной епархиальной власти). В начале XIII века монах Нил расширил монастырь, он же стал первым его настоятелем (а позднее даже епископом Тамассоса). Монастырь получил также материальную помощь и от двух других византийских императоров: Исаак II Ангел передал денежные средства и землю в Никосии, а Алексей III Ангел — 24 крепостных.
В 1393 году в монастыре нашёл убежище от свирепствовавшей в Никосии чумы король Кипра Яков I вместе со своей женой Элоизой.
В 1892 году монастырь сильно пострадал от пожара, его архимандрит Харитон отправился в Российскую империю для сбора пожертвований для его восстановления. Харитону удалось собрать 6 483 рубля.
На территории монастыря расположен небольшой музей, рассказывающий о Григорисе Афксентиу, борце за независимость Кипра от британского владычества и одного из лидеров ЭОКА. Он погиб здесь в одной из пещер в окрестностях монастыря 3 марта 1957 года, предпочтя смерть плену.

## Архитектура
Монастырь имеет в своём плане прямоугольную форму. Главный вход в монастырь смотрит на восток; второй расположен на западе. Опорные здания и кельи построены вокруг центральной церкви и выполнены в византийском стиле. Главный придел церкви украшен рядами колонн. Интерьер церкви формируют иконы, канделябры, каменные полы и настенные фрески. Центральное место в церкви конечно занимает икона Богоматери. В настоящее время в монастыре проживают 20-30 монахов, обеспечивающих себя за счёт сельскохозяйственной деятельности.

## Праздники
Ежегодно 21 ноября на территории монастыря отмечается праздник введения во храм Пресвятой Богородицы.

## Настоятели
- Митрофан (1900—1937)
- Григорий (1937—1948)
- Ириней (Василиу) (1949—1960)
- Елпидий (1961—1964)
- Дионисий (1964—1987)
- Павел (Мандованис) (1988—1993)
- Афанасий (Николау) (4 ноября 1993 — 11 февраля 1999)
- Арсений (Пацалос) (1999 — 11 сентября 2004)
- Епифаний (Махериотис) (с 29 сентября 2004)